# سينثيا هولمز بيلشر
سينثيا هولمز بيلشر (بالإنجليزية: Cynthia Holmes Belcher)‏ هي صحفية وكاتِبة أمريكية، ولدت في 1 ديسمبر 1827 في لونينبورغ في الولايات المتحدة، وتوفيت في 22 مارس 1911.